# Кнежиця
42°39′ пн. ш. 18°08′ сх. д. / 42.65° пн. ш. 18.14° сх. д.
Кнежиця (хорв. Knežica) — населений пункт у Хорватії, у Дубровницько-Неретванській жупанії у складі міста Дубровник.

## Населення
Населення за даними перепису 2011 року становило 133 осіб.
Динаміка чисельності населення поселення: